# Disco in Dream/The Hitman Roadshow
Turneul Disco in Dream/The Hitman Roadshow este primul turneu al cântăreței dance-pop Kylie Minogue, care a avut loc în 1989. Turneul a început în Japonia, vizitând apoi Marea Britanie, sub numele „The Coca-Cola Hitman Roadshow”.

## Lista melodiilor interpretate
1. „The Loco-Motion (7' Mix)”
2. „Got to Be Certain”
3. „Tears on My Pillow”
4. „Je Ne Sais Pas Pourquoi”
5. „Made in Heaven" (Heaven Scent Mix)”
6. „Hand on Your Heart”
7. „Wouldn't Change a Thing”
8. „I Should Be So Lucky”

## Datele turneului

### Disco in Dream
| Dată             | Oraș   | Țara    | Locația             |
| ---------------- | ------ | ------- | ------------------- |
| Asia             |        |         |                     |
| 2 octombrie 1989 | Nagoya | Japonia | Nagoya Rainbow Hall |
| 6 octombrie 1989 | Tokyo  | Japonia | Tokyo Dome          |
| 7 octombrie 1989 | Osaka  | Japonia | Osaka-Io Hall       |
| 8 octombrie 1989 | Osaka  | Japonia | Osaka-Io Hall       |

### The Coca-Cola Hitman Roadshow
| Dată              | Oraș       | Țara           | Locația                             |
| ----------------- | ---------- | -------------- | ----------------------------------- |
| Regatul Unit      |            |                |                                     |
| 15 octombrie 1989 | Londra     | Marea Britanie | Hammersmith Palais                  |
| 16 octombrie 1989 | Plymouth   | Marea Britanie | The Ritzy Discotheque and Nightclub |
| 17 octombrie 1989 | Swansea    | Marea Britanie | The Ritzy Discotheque and Nightclub |
| 18 octombrie 1989 | Manchester | Marea Britanie | Hammersmith Apollo                  |
| 19 octombrie 1989 | Liverpool  | Marea Britanie | Liverpool Empire Theatre            |
| 22 octombrie 1989 | Bristol    | Marea Britanie | Endemol Bristol Studios             |
| 23 octombrie 1989 | Newcastle  | Marea Britanie | The Mayfair                         |
| 24 octombrie 1989 | Sheffield  | Marea Britanie | The Roxy                            |
| 25 octombrie 1989 | Birmingham | Marea Britanie | The Ritzy Discotheque and Nightclub |
| 27 octombrie 1989 | Edinburgh  | Marea Britanie | Edinburgh Playhouse                 |

## Personal
Producător executiv: Kylie Minogue

Produs și regizat de: Michael Baumohl și Roger Yader

Co-producător: Terry Blamey

Coreografie: Venol John

Costume: Carol Minogue

## Lansarea comercială
Turneul a fost lansat pe casetă video PAL în 1990.